# دالارجا (گرگر)
دالارجا (به ترکی استانبولی: Dallarca) (به کردی: Bagûz) یک منطقهٔ مسکونی کردنشین در ترکیه است که در گرگر، آدیامان واقع شده‌است.